# ひこうき (フィッシュマンズの曲)
「ひこうき」は、日本のバンドフィッシュマンズの1枚目のシングルである。1991年4月21日発売。発売元はヴァージン・ジャパン。

## 概要
- フィッシュマンズのメジャー・デビュー・シングル。
- 「ひこうき」は1stアルバム『Chappie, Don't Cry』からのシングル・カットであり、「Little Flapper」も同アルバムのレコーディング・セッションにて収録されたもの[1]。

## 収録曲
1. ひこうき
作詞・作曲：佐藤伸治／編曲：フィッシュマンズ、小玉和文
PVのアニメーションは佐藤自ら手がけた。佐藤は「あのヴィデオは3ヶ月もかかっただけあって、いまでも自信作だ」と語っている[2]。
2. Little Flapper
作詞・作曲：佐藤伸治／編曲：フィッシュマンズ

## 収録アルバム

### ひこうき
- 『Chappie, Don't Cry』
- 『Oh! Mountain』 ※ライヴ・ヴァージョン
- 『1991-1994 singles & more』
- 『98.12.28 男達の別れ』Disc-1 ※ライヴ・ヴァージョン
- 『BLUE SUMMER 〜Selected Tracks 1991-1995〜』

### Little Flapper
- 『宇宙 ベスト・オブ・フィッシュマンズ』Disc-2

## 参加ミュージシャン
- 佐藤伸治: ボーカル、ギター
- 小嶋謙介: ギター
- 茂木欣一: ドラムス、コーラス
- 柏原譲: ベース
- ハカセ: キーボード